# D.A.R.Y.L.
 D.A.R.Y.L. és una pel·lícula estatunidenca de ciència-ficció dirigida per Simon Wincer estrenada el 1985, escrita per David Ambrose, Allan Scott i Jeffrey Ellis.

## Argument
Un nen, que pateix amnèsia i només recorda que es diu Daryl, apareix abandonat en una localitat de Virgínia, on un jove matrimoni decideix acollir-lo fins que els seus pares vagin a buscar-ho. El jove prodigi demostra tenir unes qualitats fora del comú. Però 
Daryl «Data Analyzing Robot Youth Lifeform», (jove forma de vida robòtica d'anàlisi de dades) o «Desenvolupament Adolescent Robotoïd Itri Laseritzat» és un androide amb l'aparença d'un adolescent que s'ha escapat del centre científic on ha estat concebut per tal de trobar una família i viure com un noi.

## Repartiment
- Barret Oliver: Daryl
- Mary Beth Hurt: Joyce Richardson
- Michael McKean: Andy Richardson
- Kathryn Walker: doctor Ellen Lamb
- Colleen Camp: Elaine Fox
- Josef Sommer: doctor Jeffrey Stewart
- Ron Frazier: general Graycliffe
- Amely Breton: doctor Jessie
- Steve Ryan: Howie Fox
- David Wohl: Mr. Nesbitt
- Danny Corkill: Turtle Fox
- Amy Linker: Sherie Lee Fox

## Al voltant de la pel·lícula
- El jove actor que interpreta Daryl havia estat abans vist, l'any precedent, a La història sense fi.

## Crítica
Film que entra de ple en el corrent del cinema d'efectes especials, però que es desenganxa de la insofrible mediocritat d'aquesta mena de productes. Un començament apassionant i un estil narratiu amb sorprenents tocs personals, no van aconseguir evitar la seva caiguda en la part final amb trillats convencionalismes